# Барон, Фабьен
Фабьен Барон (род. 5 июля 1959 года) — французский рекламный режиссёр, арт-директор и журнальный редактор. Наиболее известен своими знаковыми рекламными кампаниями и работой в качестве главного редактора в журнале Энди Уорхола «Interview».

## Биография
Барон родился 5 июля 1959 года в Антони, О-де-Сен, Франция, в семье парижского дизайнера в газете. Барон поступил в Школу прикладных искусств, где изучал дизайн, скульптуру и живопись.
В 1982 году Барон переехал в Нью-Йорк и стал арт-директором Барни.
Шесть лет спустя Барон начал переосмыслять итальянский Vogue под руководством редактора Франки Соззани .
Барон присоединился к Harper's Bazaar в 1992 году в качестве креативного директора при главном редакторе Лиз Тилберис. Он был приглашён для обновления журнала. Согласно британской газете The Independent, работа Барона «взяла конкурентов Bazaar приступом» и «создала по-настоящему особенный образ — чистый, ясный, элегантный, современный». Это сразу дало изданию звание «самого красивого модного журнала в мире». В том же году Барон начал работать с Кэлвином Кляйном, работа с которым в качестве креативного директора бренда продлилась последующие 20 лет.
Также в 1992 году Барон стал дизайнером книги Мадонны «Sex» с фотографиями Стивена Майзеля. Барон снял и срежиссировал документальный фильм «Sex» о съёмках фотографий для книги с участием Мадонны. Документальный фильм был выпущен вместе с её альбомом Erotica. Барон снял музыкальное видео для заглавного трека, которое было запрещено MTV.
Барон продолжил карьеру в качестве режиссёра рекламы, снимая для Кельвина Кляйна, Джорджио Армани, Burberry, Givenchy, Ив Сен-Лорана, Фенди и Герлена. В 2003 году он присоединился к Карин Ройфилд во французском Vogue, и она пригласила его на должность креативного директора с целью редизайна журнала, который потом «стал, пожалуй, самым влиятельным изданием о моде в мире».
В 2008 году Барона попросили стать редактором, чтобы изменить журнал Interview. В то время Питер Брант получил полный контроль над журналом. Противоречивая первая обложка Барона с «серебристой Кейт Мосс как дьяволом» в шипованной маске на лице, снятая Мартом Аласом и Маркусом Пигготтом, привлекла к себе особое внимание. «Металлическая» обложка была данью уважения The Factory, нью-йоркской студии Уорхола. Interview попало в заголовки по всему миру в декабре 2013 года из-за фотографии обложки с Клэр Дэйнс топлесс, снятой Бароном. Сопроводительная статья была написана Дастином Хоффманом. Решение Барона поместить на обложку в феврале 2014 года Канье Уэста снова вызвало скандал из-за снятого Стивеном Кляйном фото, смешивающего тёмные образы и религиозные смысла. Статья про Уэста была написана Стивом МакКуином. Другие известные истории Interview, с фотографиями Барона — «Честь»  (ноябрь 2012 г.), «Готово», (август 2013 г.), «Красота внутри», (сентябрь 2013 г.), «Джорджио Армани la Femme Bleue ", (март 2011 г.) и «The Goddesses»  из  номера с моделями (The Model Issue), для которой было выпущено восемь различных обложек (сентябрь 2013 г.).
В интервью с Чарли Роузом Барон говорил о журнале: «Есть одна вещь в Interview, которая мне по-настоящему нравится. Это возможность работать со всеми этими удивительными людьми, со всеми этими удивительными актёрами и иметь возможность режиссировать их ... и снимать, и убеждать их делать вещи, которые, быть может, они не будут делать в другой ситуации».

## Baron & Baron, Inc.
Барон является основателем и главным управляющим агентства Baron & Baron, Inc., специализирующегося на модных, парфюмерных и косметических брендах. Он «сформировал визуальную идентичность» мировых брендов, таких как Calvin Klein, Givenchy, Fendi и Michael Kors, создав правильное сочетание телевизионных, цифровых и печатных кампаний, дизайна продуктов и упаковки. Барон был креативным директором перезапуска Burberry и долгое время работал с Balenciaga при Николя Гескьера. Барон «создал прибыльные духи для полдюжины дизайнеров, включая Джорджио Армани».
Барон начал работать с Келвином Кляйном в начале 1990-х годов. Он был креативным директором первой кампании бренда для CKOne с участием Кейт Мосс, снятой Стивеном Майзелем. Барон разработал культовую бутылку для CKOne, первого аромата «унисекс»:« CKOne, A Fragrance for Everyone» и его сиквела CKOne 'You the One', где работал со своим частым соратником, кинематографистом Харрисом Савидесом. Вместе они создали эффект непрерывного движения камеры, проходящей через дом, заполненный футуристическими "it-kids", чтобы показать в конце, что они все были размещены в бутылке CKOne.
В 2008 году Барон снял рекламный ролик аромата Calvin Klein's Secret Obsession с обнажённой Евой Мендес. Телеканалы США отказались транслировать его без купюр, но и после ревизии ролик не транслировался по телевидению до 9 вечера. По сообщениям, Мендес была «взволнована» тем, что слишком «непристойна» для телевидения.
В 2013 году Келвин Кляйн выпустил свою первую рекламу на Супер Боул. Барон снял рекламный ролик с моделью нижнего белья и «молодым лицом Келвина Кляйна» Мэтью Терри, который стал сенсацией на вечера. Позже в том же году Барон сотрудничал с Дэвидом Финчером в кампании Calvin Klein 'Downtown' с участием Руни Мара.

## Влияние
В интервью с Чарли Роузом Барон сослался на «старомодное» образование, которое он получил от своего отца: «… мы вместе ходили на выставки… мы рассматривали книги и многие картины… всю историю искусства… он многому меня научил .. поэтому у меня было очень классическое образование в области изобразительного искусства».
«Мой папа занимался в большей степени журналистской стороной работы арт-директора для газет, и я был действительно заинтригован всей этой машиной, этим темпом. В то время не было компьютеров, только огромные машины с линотипами, которые весили тонны и использовали металлические пластины. Во всём этом был много адреналина».

## Признание
Барон был назван Vanity Fair «самым востребованным креативным директором в мире».

## Обзор карьеры
- 1982: арт-директор Barneys New York.
- 1987: арт-директор: New York Woman Magazine.
- 1988-1990: итальянский Vogue. Арт-директор при редакторе Франке Соззани.
- 1990-1991: Журнал Interview, арт-директор.
- 1990: основал Baron & Baron, Inc.
- 1992: Креативный директор Harper's Bazaar под руководством главного редактора Лиз Тилберис.
- 1992: Режиссёр видеоклипа Мадонны «Erotica».
- 1992: Режиссёр документального фильма о книге «Sex».
- 2000–2002: Arena Homme Plus . Главный редактор и директор по дизайну.
- 2001: Линия мебели для дома с Cappellini.
- 2002: Линия коммерческой мебели с Бернхардтом.
- 2003-2008: французский Vogue. Креативный директор под руководством главного редактора Карин Ройтфельд.
- 2008: Журнал Interview. Главный соредактор
- 2009: Журнал Interview: Главный редактор
- 1990 — настоящее время: основатель Baron & Baron.

## Награды
- 25 наград FiFi за дизайн и рекламу от Fragrance Foundation.
- 2 награды ASME за дизайн и фотографию от Американского общества редакторов журналов.
- 2 ВРЕМЯ ТОП-10 обложек года.
- 25 золотых и серебряных наград SPD за художественное руководство от Общества дизайнеров публикаций.
- Специальная награда CFDA за влияние в художественном направлении от Совета модельеров Америки.
- 22-я ежегодная рекламная премия APPM: 2006 «Гран-при» за рекламу ароматов.